# 水上バス
水上バス（すいじょうバス）とは、河川及び港湾地域を運航する定期航路およびその航路を運航する船舶を指す。複数地点間を往復するものが多いが、定期に一地点から出発して巡航する観光航路を指すこともある。狭い距離の対岸同士の2点間のみを結ぶ、公共性の高いものについては渡し船を、海上などの距離の離れた2点間を結ぶものはフェリーを参照のこと。

## 用語について
水上バスは単に本稿で説明する内容を示す言葉であり、車両としてのバスや水陸両用車という意味合いはない。ただし、車両のバスの水陸両用車を使い水上バスを運行することは行われている。
英語では水上バスについてWater Bus ないし Water Taxi と呼ぶことがある。一方、両者を区別し、Water Busは路線バス的な定期路線運行、Water Taxiをタクシー的な呼び出しによる運行と区別する場合もある。ロッテルダム、ドバイなどでは両者を区別する。

## 歴史
東京都内においては、1885年（明治18年）に隅田川で運行を始めた乗合蒸気船（当初の運賃が一銭のため「一銭蒸汽」とも呼ばれた）が水上バスの起源ともいえる。ただ、それ以前にも水運の一手段として複数箇所に寄港しながら進む「巡航船」というものが存在した。
日本の大都市は自動車用道路やそこを通る路線バス、鉄道といった陸上交通が整備され、橋も多くかけられている。このため「川などを経由しないと移動が不便」という事情はなくなったが、水上から市街を眺められる非日常性もあり、観光目的を含めた運航・利用が各地で続いている。
東京都とヤマト運輸は2017年（平成29年）8月10日から、東京水辺ラインで観光客のスーツケースなど荷物を預かって運ぶ実証実験を行った。

## 運航地域

### 日本

#### 関東地方
- 隅田川：東京都公園協会（東京水辺ライン）、東京都観光汽船
- 荒川：東京都公園協会（東京水辺ライン）、海洋商船（荒川水上バス、2003年廃止）
- 東京港：東京都公園協会（東京水辺ライン）、東京都観光汽船、アーバンランチ
- 横浜市 - 横浜港：ポートサービス、京浜フェリーボート

#### 中部地方
- 新潟市 - 信濃川：信濃川ウォーターシャトル
- 静岡市 - 清水港：富士山清水港クルーズ
- 名古屋市 - 名古屋港：東山ガーデン（名古屋港トリトンライン）[5]

#### 関西地方
- 志摩市 - 英虞湾:志摩マリンレジャー（あご湾定期船）
- 大阪港：大阪水上バス
- 大川（旧淀川）：大阪水上バス
- 神戸市 - 神戸港

#### 四国地方
- 須崎市 - 浦ノ内湾：須崎市営巡航船[6]

#### 九州地方
- 福岡市 - 那珂川：「福博みなとであい船」(2011年3月27日〜）[7][8]（2010年に試験運行[9]）
- 対馬市 - 浅茅湾：対馬市営渡海船[10]
- 那覇市（泊ふ頭） - 名護漁港 - 本部渡久地港：第一マリンサービス（高速船・海からぐるっとExpress）

#### 現在は廃止された日本の航路
- 須賀利巡航船 - 1915年から2012年まで運航。尾鷲市と須賀利町を結んでいた。
- 浜名湖巡航船 - 1907年に開業し浜名湖全体を巡航していたが、1946年に浜名湖観光汽船と名を変え観光船への転換が進み1977年には浜名湖遊覧船に吸収される。現在は観光用として舘山寺〜瀬戸のみ運航[11]。
- 撫養航路 - 明治25年より徳島市新町橋から鳴門市文明橋までを運行していたが高徳線開通により廃止[12]。現在は月に数回事前予約がある場合、新町川を守る会が再現クルーズを行なっている[13]。
- 城東巡航 - 1914年から天満橋〜今福間で運行開始、最盛期は徳庵まで延伸されたが片町線の利便性向上や市バス乗り入れで1934年廃止[14]。
- 通運丸 - 明治時代に内國通運會社によって霞ヶ浦、北浦、利根川を運行。かつては両国まで足を伸ばし、競合他社も多数あったが、日本鉄道開通などで1897年に東京通船に譲渡、その後鹿島参宮鉄道の連絡船などと合併し水郷汽船に改称するも1975年に定期航路から撤退する。その後、京成グループの傘下に入り現在はラクスマリーナとなっている[15][16][17]。一方、通運丸最後の船長であった黒田留吉は、貨客船事業撤退と同時に独立、これが後の常陽観光となっている[18]。
- 熊野交通瀞峡航路 - （志古〜小川口〜田戸）かつては新宮〜本宮〜十津川の郵便・貨物輸送など生活航路の側面もあった[19]が、末期は観光船としての側面が強かった。2020年以降運休。
- 唐桑汽船唐桑航路 - 1967年に複数の小規模な渡船事業者が合併し唐桑汽船となり、併せて巡航船となる。2007年に廃止され唐桑汽船タクシーに転換。
- 舞鶴汽船 - 明治時代に日之栄汽船が巡航船を開設。1975年に第三セクターに転換されるも赤字のため2004年に廃止されバス転換された。

### 日本以外

#### 北米
- バンクーバー、ノース・バンクーバー（カナダ）：シーバス - コーストマウンテンバス
- ニューヨーク（アメリカ）
- ボストン（アメリカ）
- ボルチモア（アメリカ）
- フォートローダーデール（アメリカ）
- オクラホマシティ（アメリカ）
- ヒューストン郊外（アメリカ）

#### 南米
- マナウス（ブラジル）

#### ヨーロッパ
- ロンドン（イギリス）
- ヴェネツィア（イタリア）：ヴァポレット（vaporetto）

#### アジア
- 広州市（中国）：広州水上バス[20]
- ソウル特別市（韓国）
- バンコク（タイ）：チャオプラヤー・エクスプレス、センセープ運河船
- ドバイ（アラブ首長国連邦）：アブラ、Water Bus

#### オセアニア
- シドニー（オーストラリア）
- ブリスベン（オーストラリア）：シティ・キャット
- メルボルン（オーストラリア）
- オークランド（ニュージーランド）

## 画像

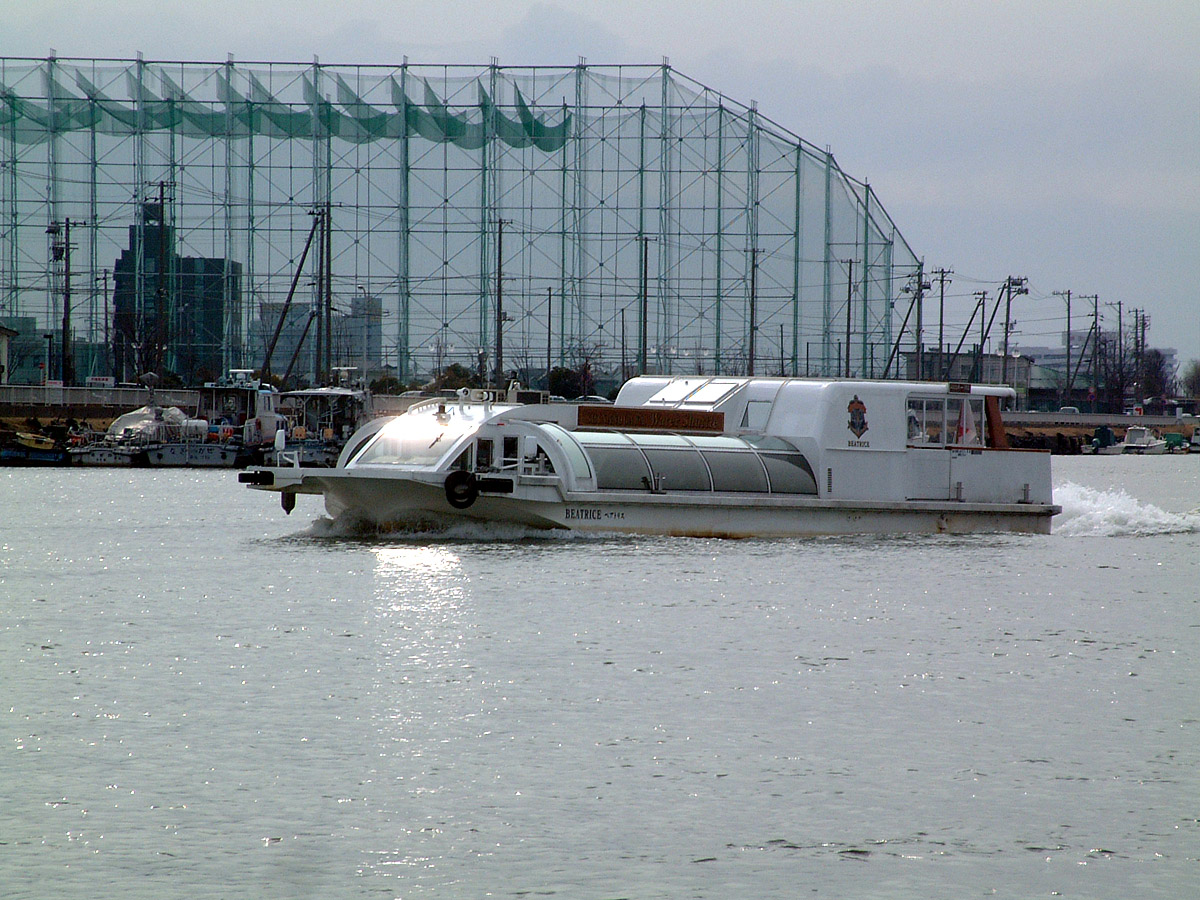
ベアトリス（信濃川）
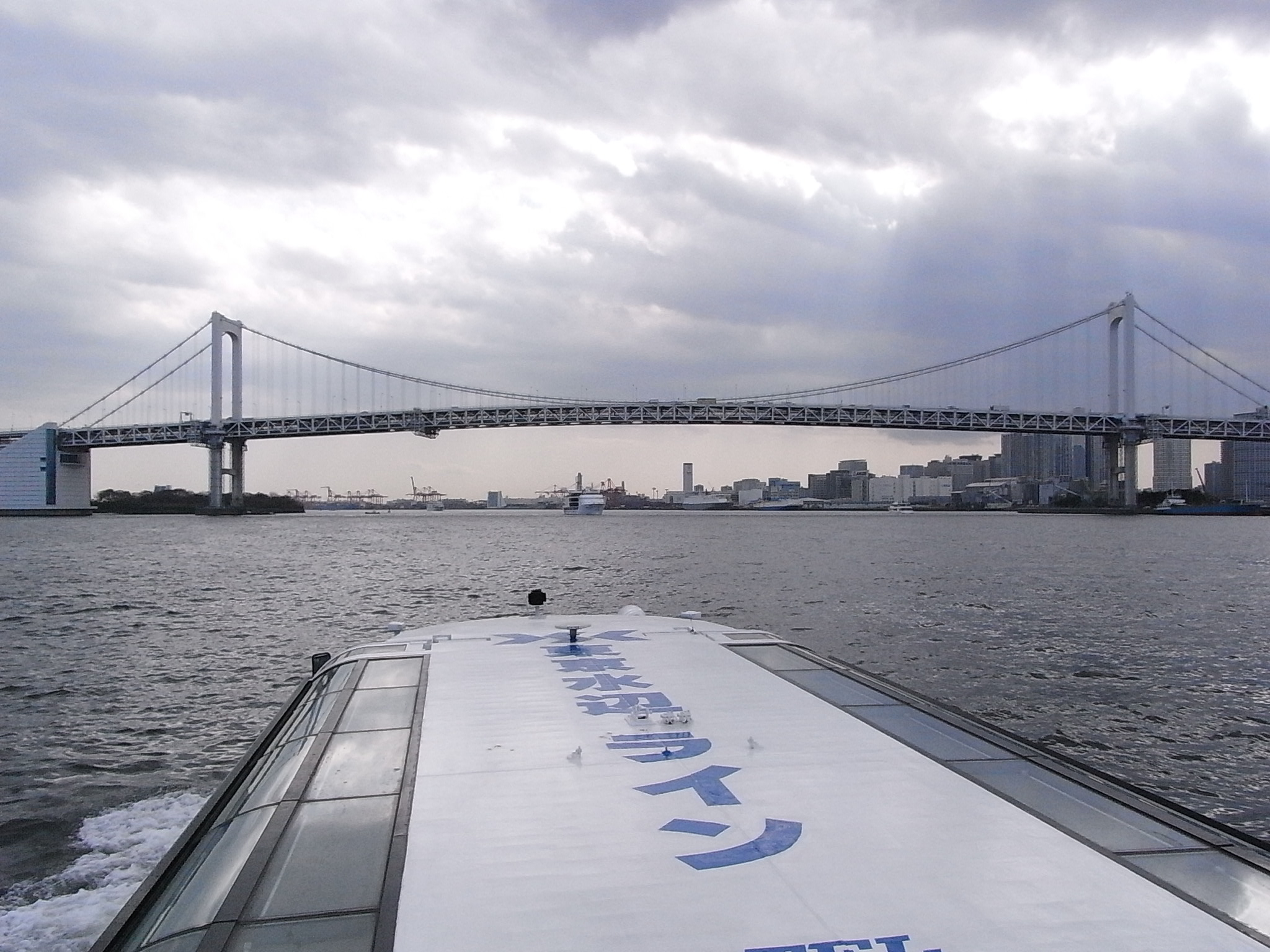
レインボーブリッジを見る（2009年3月10日撮影）
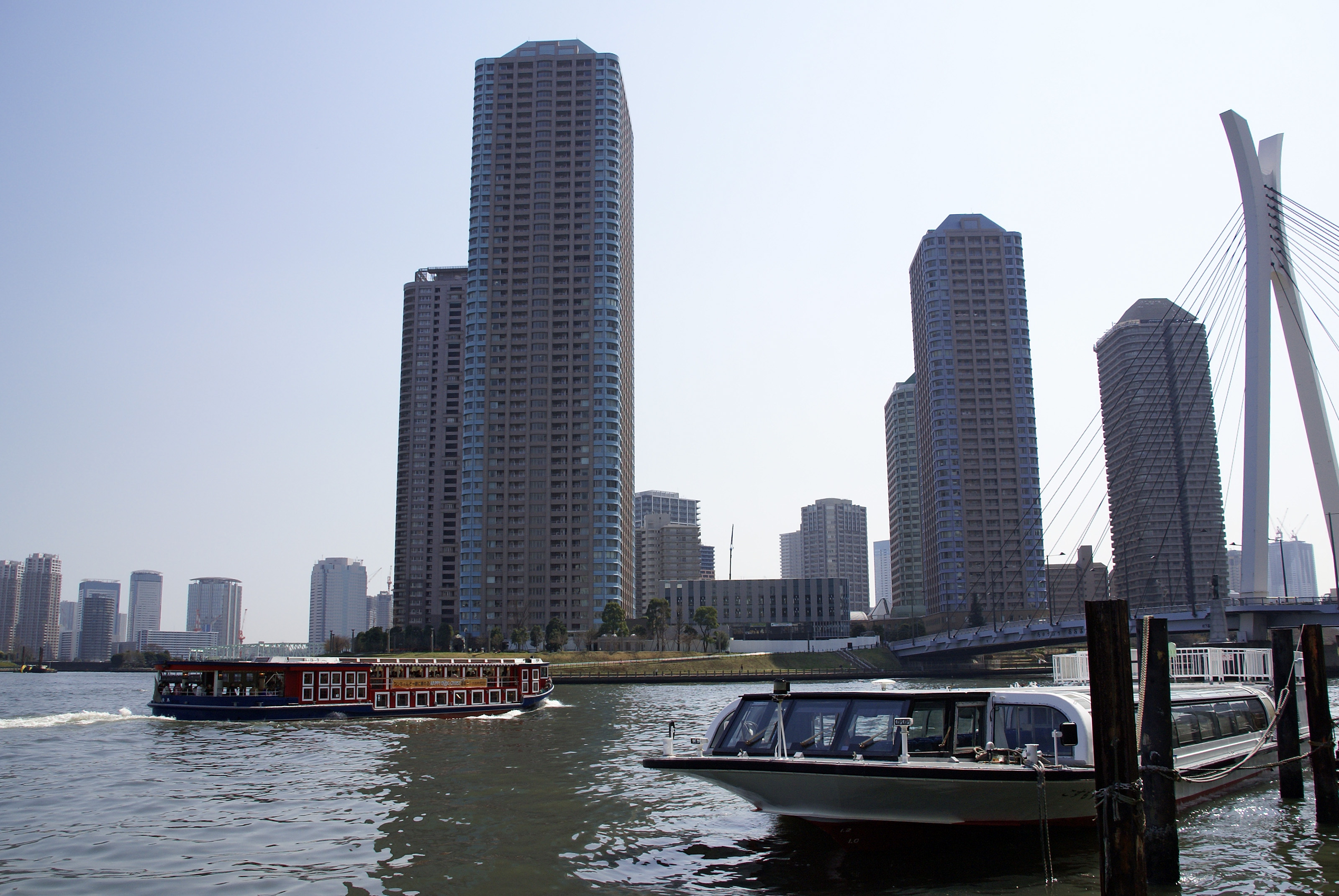
（東京港）
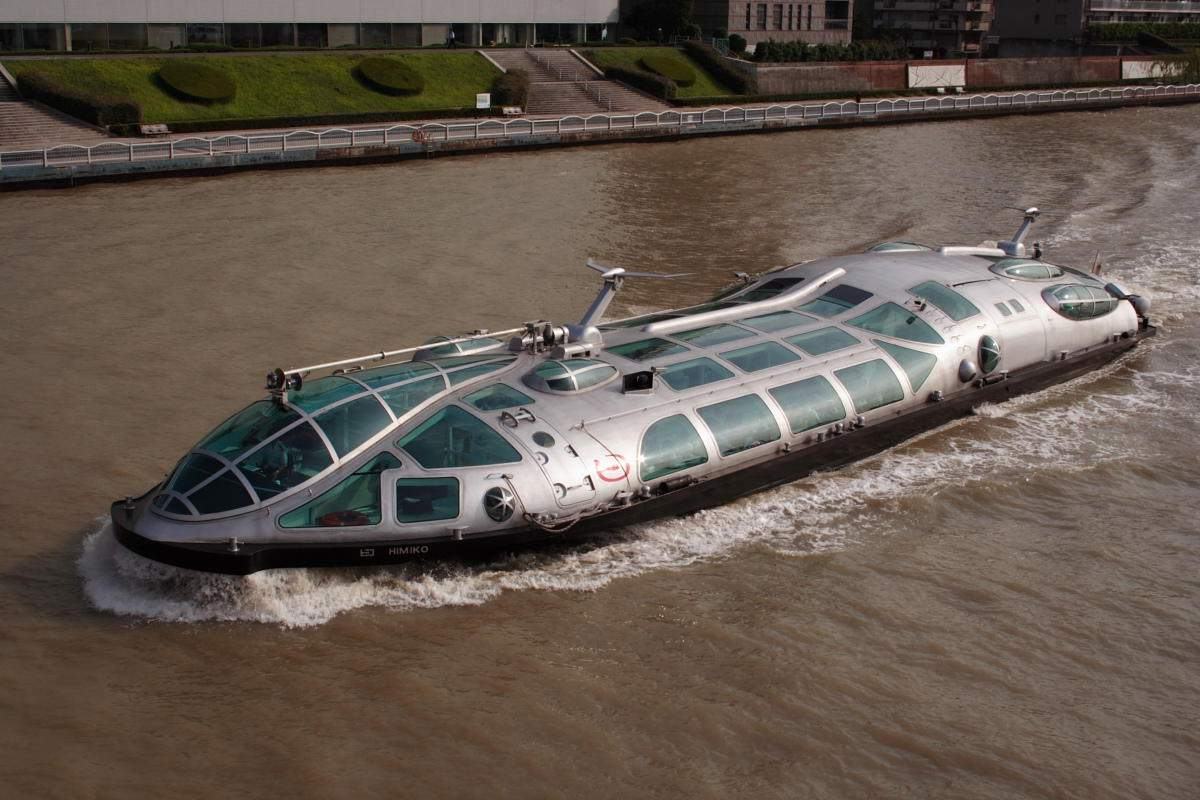
ヒミコ（東京港）
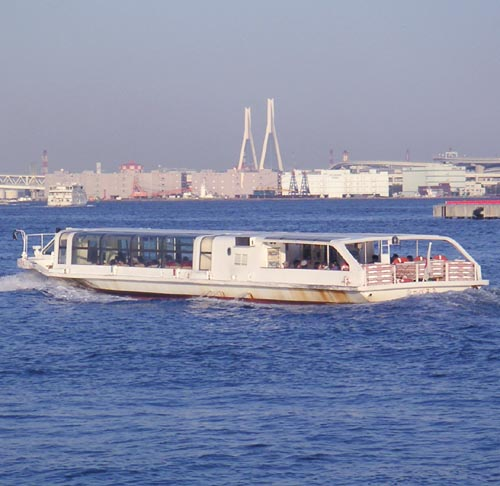
シーバス（横浜港）
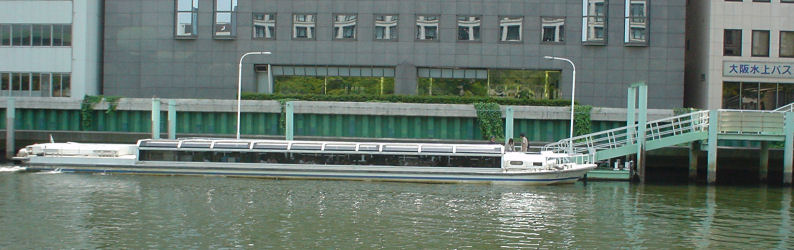
アクアライナー（大阪港）
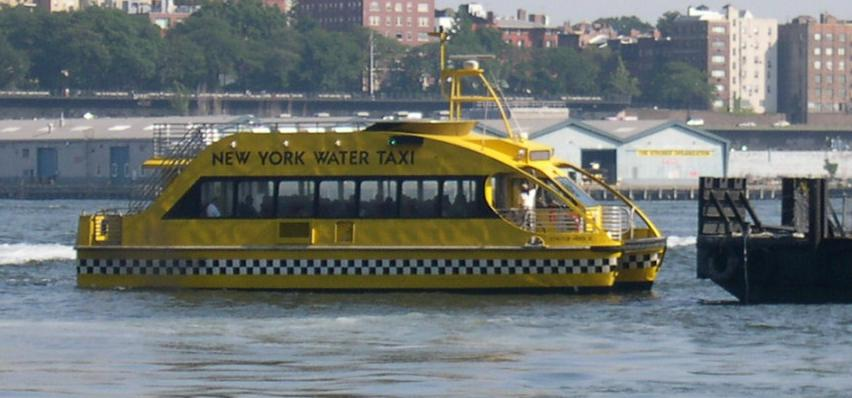
（ニューヨーク）
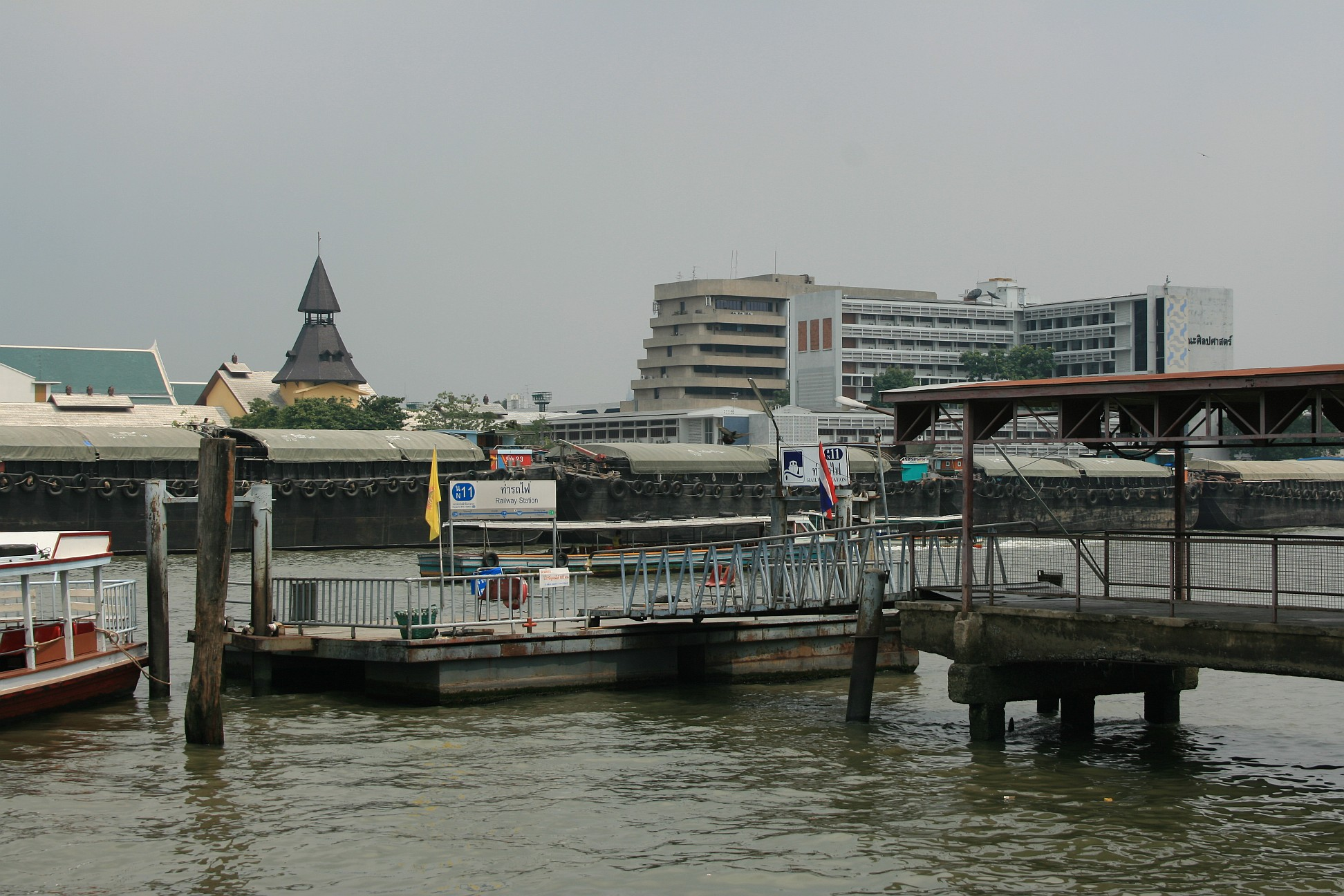
チャオプラヤー・エクスプレス（バンコク）